# Studio 54 (film)
54 (ook bekend als Studio 54) is een film uit 1998 over de opkomst en ondergang van de New Yorkse discotheek Studio 54, eigendom van Steve Rubell.
De film werd geregisseerd door Mark Christopher.

## Verhaal
Shane gaat stappen met twee vrienden in New York. Ze proberen binnen te komen in Studio 54. Hij mag naar binnen, maar zijn vrienden worden niet toegelaten. Eenmaal binnen ontdekt hij dat het een wilde club is waar veel drugs gebruikt wordt en openlijk wordt gevreeën. Een paar dagen later besluit hij bij dezelfde discotheek te solliciteren. Hij klimt op binnen de hiërarchie en wordt vervolgens hoofd van de barkeepers. Hij raakt bevriend met meerdere vaste bezoekers die allemaal hun eigen reden hebben om de club te bezoeken. Julie Black, een soapactrice, probeert bijvoorbeeld contacten te leggen voor een rol in een film. Mona, a.k.a. Disco Dottie is een oude vrouw met kleinkinderen die van een tweede jeugd geniet. In de loop van de film blijkt dat de IRS bezig is met een onderzoek naar de club en Shane gaat zelf steeds meer te gronde. Op een avond krijgt Mona een hartstilstand en sterft zij op de dansvloer. Shane krijgt hierdoor een conflict en wordt door Steve ontslagen. Net daarna valt de politie binnen.
Wanneer Steve vrijkomt uit de gevangenis wordt er een reüniefeest gehouden in de club. Shane ontmoet al zijn oude vrienden weer en hoort dat Julie inmiddels een kleine rol in een film heeft gekregen.

## Rolverdeling
| Acteur             | Personage      |
| ------------------ | -------------- |
| Mike Myers         | Steve Rubell   |
| Ryan Phillippe     | Shane O'Shea   |
| Salma Hayek        | Anita Randazzo |
| Neve Campbell      | Julie Black    |
| Sela Ward          | Billie Auster  |
| Breckin Meyer      | Greg Randazzo  |
| Sherry Stringfield | Viv            |
| Skipp Sudduth      | Harlan O'Shea  |

Bijrollen

| Acteur            | Personage     |
| ----------------- | ------------- |
| Ron Jeremy        | Ron           |
| Michael York      | ambassadeur   |
| Heather Matarazzo | Grace O'Shea  |
| Lauren Hutton     | Liz Vangelder |

## Trivia
- In de film zijn veel cameo's te zien. O.a. van Donald Trump, Art Garfunkel en Heidi Klum.
- Ook komen veel beroemheden uit de jaren 70 in de film naar voren. Zo worden Andy Warhol en Grace Kelly neergezet als bezoekers van Studio 54.